# Chalarostylis elegans
Espèce
Chalarostylis elegans est une espèce de crustacés appartenant à la classe des malacostracés, à l'ordre des cumacés et à la famille des Lampropidae. Elle est trouvée au large de l'Irlande dans l'Atlantique Nord. C'est l'espèce type de son genre.